# Звиняче (селище)
Звиняче (Дзвиняче) — селище в Україні, у Вчорайшенській сільській територіальній громаді Бердичівського району Житомирської області. Населення становить 240 осіб (2001).

## Географія
Селом пролягає автошлях Т 0606.

## Історія
В Люстрації Київської землі за 1471 рік згадується село Звиняче неподалік від Котельні, Антонова та ін., в якому живуть 4 чоловіка із "служилих" та 5 дають подимний податок.
У часи Великого Князівства Литовського на цих землях існували села Велике та Мале Звиняче, які разом з іншими шістью селами належали родині Лозовицьких. Під час великого татарського набігу у 1498 році всі ці села були повністю зруйновані, жителі знищені або взяті в ясир. Нелюб Гринькович Лозовицький записав ці шість "селищ", тобто  зруйнованих пустих місць, де колись знаходились села, своєму синову Лукашу.
У 1545 році під час ревізії Житомирського замку територія цих сел була включена до реєстру замку, але після скарги повернуто Лозовицьким.
Пізніше князь Кирик Ружинський (Kiryk Rużyński) з Котельні, якій вів войну з Тишкевичами, захопив територію цих шести сел і збудував у нинішній Городківці замок.
Поступово села поверталися до життя але станом на  1683 рік вся околиця знов була спустошена та безлюдна.
Серед спадку, який отримав власник Халаїмгородка Є.Івановський, значиться і с.Звиняче.
У Географічному словнику Сулімерського згадуються села Звиняча Велика та Мала (Zwiniacza Wielka i Mała) біля Халаїмгородка (Тепер с.Городківка).
До 31 липня 2018 року входило до складу Новочорнорудської сільської ради Ружинського району Житомирської області.

## Населення

### Мова
Розподіл населення за рідною мовою за даними перепису 2001 року:
| Мова       | Кількість | Відсоток |
| ---------- | --------- | -------- |
| українська | 230       | 95.83%   |
| російська  | 10        | 4.17%    |
| Усього     | 240       | 100%     |